# Sid James
Sid James, ursprungligen Joel Solomon Cohen, född 8 maj 1913 i Johannesburg i dåvarande Sydafrikanska unionen, död 26 april 1976, var en sydafrikansk-brittisk film- och TV-skådespelare.  
Han föddes av judiska föräldrar i Johannesburg i Sydafrika. Han arbetade som diamantslipare, hårfrisör och boxare innan han blev skådespelare. Under andra världskriget blev han löjtnant i den sydafrikanska arméns underhållningsenhet, och började därmed med skådespeleri som en karriär. Han kom att medverka i flera av de så kallade Carry On-filmerna, däribland Kom igen Henry där han spelade Henrik VIII.

## Filmografi
- 1947 – Oktobermannen (ej krediterad)
- 1947 – Drama i East End (ej krediterad)
- 1949 – Det hemliga rummet
- 1950 – Sista semestern
- 1951 – Jag stal en miljon
- 1951 – Det mörka rummet
- 1953 – Blixten från Titfield
- 1954 – Skolflickor är vi allihopa
- 1955 – Önska vad du vill
- 1956 – Trapets
- 1956 – Kamrat i svarta spetsar
- 1956–1960 – Hancock's Half Hour (TV-serie) (55 avsnitt)
- 1957 – En kung i New York
- 1957 – Rattens desperados
- 1957 – Världens minsta show
- 1957 – Fallet Esther
- 1958 – Montys dubbelgångare
- 1958 – En gentleman i vildaste västern
- 1959 – De 39 stegen
- 1959 – Oss bovar emellan
- 1960 – Nu tar vi polisen
- 1961 – Nu tar vi på oss allt
- 1962 – Nu tar vi till sjöss!
- 1963 – Nu tar vi taxin
- 1964 – Nu tar vi Cleopatra
- 1967 – Ta mej på sängen, doktorn
- 1968 – Nu tar vi vicekungen i Khyberdalen (Carry On... Up the Khyber)
- 1969 – Carry on Camping
- 1970 – På äventyr i Afrika
- 1971 – Kom igen Henry
- 1971–1976 – Bless This House (TV-serie) (65 avsnitt)
- 1972 – Välsignat hus
- 1973 – Kom igen tjejer